# Glimepiryd
Glimepiryd (łac. Glimepiridum) – organiczny związek chemiczny, lek hipoglikemizujący, pochodna sulfonylomocznika.

## Mechanizm działania
Glimepiryd działa w dwojaki sposób: po pierwsze stymuluje komórki β trzustki do wydzielania insuliny, po drugie zaś działa pozatrzustkowo, między innymi poprzez zwiększenie wrażliwości tkanek na insulinę.

### Stymulacja trzustki
Glimepiryd, podobnie jak inne pochodne sulfonylomocznika, stymuluje wydzielanie insuliny poprzez blokowanie w błonie komórek β trzustki kanałów potasowych zależnych od ATP. Zamknięcie tych kanałów depolaryzuje błonę komórkową komórek β, co z kolei prowadzi do otwarcia kanałów wapniowych i zwiększonego napływu jonów wapnia do komórki. Dochodzi w ten sposób do uwalniania insuliny na drodze egzocytozy. Działanie blokujące kanały potasowe zależne od ATP w komórkach β trzustki wynika z odwracalnego wiązania się glimepirydu z receptorami związanymi z tymi właśnie kanałami. Miejsce wiązania glimepirydu jest jednak inne od tego, jakie zajmują pozostałe pochodne sulfonylomocznika.

### Działanie pozatrzustkowe
Glimepiryd zwiększa wrażliwość tkanek na insulinę oraz zapobiega nadmiernemu wychwytowi tego hormonu przez wątrobę.
Wychwytywanie glukozy przez obwodową tkankę mięśniową i tłuszczową odbywa się za pomocą specjalnych białek transportowych, umiejscowionych na błonie komórkowej. Glimepiryd zwiększa liczbę aktywnych białek transportujących, co w konsekwencji prowadzi do zwiększonego wychwytu glukozy.
Glimepiryd wpływa na zwiększenie aktywności fosfolipidazy C, enzymu specyficznego dla glikozylofosfatydyloinozytolu, skorelowanego z lipogenezą i glikogenezą prowokowaną przez lek w komórkach mięśniowych i tłuszczowych.
Glimepiryd zatrzymuje w wątrobie wytwarzanie glukozy – lek zwiększa stężenie wewnątrzkomórkowego fruktozo-2,6-bisfosforanu, hamując tym samym glukogenezę.

## Właściwości farmakokinetyczne
Z przewodu pokarmowego lek wchłania się całkowicie. Maksymalne stężenie we krwi osiąga po ok. 2,5 h od momentu podania. Pokarm nie wpływa na stężenie terapeutyczne leku, może jednak wydłużać czas jego wchłaniania. W ponad 99% wiąże się z białkami osocza. Lek przenika przez barierę krew-łożysko i do mleka matki. Średni okres półtrwania glimepirydu wynosi od 5 do 8 godzin.
Lek jest metabolizowany w wątrobie, przy udziale cytochromu P450 (głównym enzymem jest CYP2C9). Wydalany w większości z moczem (58%), wyłącznie w postaci metabolitów.

## Wskazania
Cukrzyca typu 2, gdy zmniejszenie masy ciała, wysiłek fizyczny i dieta nie dały zadowalających rezultatów. W przypadku otyłości i niewielkiego dobowego zapotrzebowania na insulinę przewagę w leczeniu mają pochodne biguanidu (metformina).

## Przeciwwskazania
Leku nie należy stosować, gdy u pacjenta występuje:
- nadwrażliwość na glimepiryd lub jakikolwiek składnik preparatu, inne preparaty przeciwcukrzycowe będące pochodnymi sulfonylomocznika lub sulfonamidu
- śpiączka cukrzycowa
- ciężkie zaburzenia czynności wątroby lub nerek
- kwasica ketonowa
- cukrzyca insulinozależna
- okres ciąży i karmienia piersią.

## Specjalne środki ostrożności
Nieregularne spożywanie posiłków może doprowadzić podczas leczenia glimepirydem do wystąpienia hipoglikemii. Nie należy przekraczać dziennej dawki leku 6 mg.

## Interakcje
Nasilenie działania hipoglikemizującego może nastąpić w przypadku przyjmowania glimepirydu z następującymi lekami:
- metformina
- tetracykliny
- insulina
- doustne leki przeciwcukrzycowe o przedłużonym działaniu
- fenylobutazon, oksyfenbutazon, azapropazon, sulfinpirazon
- salicylany, kwas p-aminosalicylowy
- inhibitory monoaminooksydazy
- sterydy anaboliczne i męskie hormony płciowe
- chinolony
- probenecyd
- chloramfenikol
- leki przeciwzakrzepowe z grupy kumaryny
- mikonazol
- cyklofosfamid, trofosfamid, ifosfamid
- fenfluramina
- sympatykolityki
- pentoksyfilina (podawana pozajelitowo w dużych dawkach)
- allopurynol
- fibraty
- trytokwalina
- fluoksetyna
- inhibitory konwertazy angiotensyny
- flukonazol.

Należy unikać podawania glimepirydu z wyżej wymienionymi lekami, ze względu na duże ryzyko wystąpienia hipoglikemii.
Osłabienie działania hipoglikemizującego może nastąpić w przypadku łącznego zażywania glimepirydu z następującymi lekami:
- estrogeny i progestageny
- acetazolamid
- pochodne fenotiazyny
- saluretyki, diuretyki tiazydowe
- stymulatory tarczycy, kortykosteroidy
- glukagon
- ryfampicyna
- barbiturany
- fenytoina
- diazoksyd
- środki przeczyszczające (przy długotrwałym stosowaniu)
- pochodne kwasu nikotynowego (w tym również palenie papierosów)
- sympatykomimetyki.

Antagonisty receptora H2, β-blokery, rezerpina, klonidyna, etanol mogą powodować zarówno spadek, jak i wzrost aktywności hipoglikemizującego glimepirydu.
Lek może osłabiać lub nasilać działanie pochodnych kumaryny.

## Działania niepożądane
Występują niezbyt często i nie mają ciężkiego charakteru. Mogą pojawić się: zaburzenia widzenia, zmiany w obrazie krwi (trombocytopenia, leukopenia, erytropenia, granulocytopenia, agranulocytoza, niedokrwistość hemolityczna, pancytopenia, które zmuszają do odstawienia leku).
Bardzo rzadko występują również: nadwrażliwość leukoklastyczna, objawy ze strony układu krążenia (zapalenie żył), zaburzenia ze strony układu pokarmowego, zaburzenia czynności wątroby, reakcje alergiczne, spadek stężenia sodu w surowicy.

## Preparaty[6]
- Amaryl
- Avaron
- Diaril
- Glibetic
- Glimehexal
- Glipid
- Limeral
- Pemidal